# Karlovo (ort i Bulgarien)
Karlovo (bulgariska: Карлово, turkiska: Karlıova) är en ort i Bulgarien.   Den ligger i kommunen Obsjtina Karlovo och regionen Plovdiv, i den centrala delen av landet, 120 km öster om huvudstaden Sofia. Karlovo ligger 406 meter över havet och antalet invånare är 19 958.
Terrängen runt Karlovo är varierad. Karlovo är det största samhället i trakten. 
Trakten runt Karlovo består till största delen av jordbruksmark. Runt Karlovo är det ganska tätbefolkat, med 58 invånare per kvadratkilometer.